# Markeringsspray
Markeringsspray (engelsk: vanishing foam) er en vandbaseret spray, patenteret af brasilianeren Heine Allemagne i 2002. Sprayen bruges primært af fodbolddommere for at markere korteste tilladte afstand mellem modstanderholdets spillere og boldens placering under frispark, og blev i VM-sammenhæng første gang benyttet af Yuichi Nishimura under åbningskampen mellem Brasilien og Kroatien i VM i fodbold 2014.

## Tekniske data
Boksen indeholder ca. 80 % vand, ca. 20 % butan og under 1 % surfaktant. Butanet ekspanderer under trykforandringer, og der formes dermed små dråber af butan (fyldt af vand) på græsset. Butanet fordamper efter kort tid, og kun vandet og surfaktantet ligger der derefter. Alt forsvinder indenfor tre minutter.